# Condado de Arzarcóllar
El condado de Arzarcóllar es un título nobiliario español creado por el rey Felipe IV en 30 de enero de 1632 a favor del conde-duque de Olivares. El título fue creado para los primogénitos de la casa de Sanlúcar.
La denominación del título parece que se refiere al municipio andaluz de Aznalcóllar, en la provincia de Sevilla.

## Historia de los condes de Arzarcóllar
- Gaspar de Guzmán y Pimentel (Roma, 6 de enero de 1587-Toro, 22 de julio de 1645), I conde de Arzarcóllar,[4] I duque de Medina de las Torres, I duque de Sanlúcar la Mayor, III conde-duque de Olivares, tres veces grande de España, y I marqués de Eliche.

Casó con su prima Inés de Zúñiga y Velasco de quien tuvo una hija, María de Guzmán y Zúñiga, II duquesa de Medina de las Torres en 1628, por renuncia-cesión de su padre, y II marquesa de Eliche, casada en 1623 con Ramiro Núñez de Guzmán, II marqués de Toral y II duque de Medina de las Torres después de la defunción de su esposa, el 20 de octubre de 1644, «con autorización real a propuesta de su suegro».
Tuvo un hijo natural con Isabel de Anversa, legitimado por su padre en 1642, quien le sucedió en el ducado de Sanlúcar la Mayor y en el condado de Arzarcóllar:
- Enrique Felípez de Guzmán (Madrid, 14 de abril de 1613-Loeches, 13 de junio de 1646),[9] II conde de Arzarcóllar,[4] II duque de Sanlúcar la Mayor, grande de España,[10] I marqués de Mairena[4] gentilhombre de la cámara del rey y caballero de la Orden de Calatrava.[9]

Contrajo un primer matrimonio, que posteriormente fue anulado, con Leonor de Unzueta y Gamboa. Casó, el 28 de mayo de 1642, con Juana de Velasco, hija de Bernardino Fernández de Velasco y Tovar, VI  duque de Frías y condestable de Castilla. Le sucedió su hijo:
- Gaspar Felípez de Guzmán y Velasco (enero de 1646-27 de febrero de 1648),[9] III conde de Arzarcóllar,[4] III duque de Sanlúcar la Mayor, grande de España[10] y II marqués de Mairena.[4]

Fallecido en la infancia, a su muerte el mayorazgo de Sanlúcar, que incluía el condado de Arzarcóllar y el marquesado de Mairena y «los bienes y posesiones de dichos mayorazgos» quedó sin heredero. El I marqués de Leganés, Diego Messía Felípez de Guzmán primo hermano del conde-duque de Olivares, como hijo de Leonor de Guzmán  —hermana de Enrique de Guzmán, el padre del conde-duque, y de Diego Velázquez Dávila Messía de Ovando—, y Ramiro Núñez de Guzmán, viudo de María, la hija del conde-duque, reclamaron la sucesión. El pleito se alargó durante muchos años con otros pretendientes después de la muerte del I marqués de Leganés y del II duque de Medina de las Torres, y no fue hasta el 5 de octubre de 1696 que el Consejo de Castilla expidió la carta ejecutoria favorable al III marqués de Leganés.
- Diego Messia Felípez de Guzmán (Badajoz, abril de 1649-Château de Vincennes, 28 de febrero de 1711),[13] IV conde de Arzarcóllar,[14] VI duque de Sanlúcar la Mayor,[10] III marqués de Leganés,[15] II marqués de Morata de la Vega, III marqués de Mairena, señor de Valverde, Villar del Rey, Villar del Águila, Velilla y Vacia-Madrid, gentilhombre de cámara con ejercicio del rey, general de caballería de Cataluña, virrey de Valencia, virrey de Cataluña, virrey de Navarra, virrey de Cerdeña, comendador de Carrizosa de la Orden de Santiago, comendador mayor de León de Santiago.[14][13] Era hijo de Gaspar Messía Felípez de Guzmán Spínola, V duque de Sanlúcar la Mayor, II marqués de Leganés, I marqués de Morata de la Vega y virrey de Valencia, y de Francisca de Córdoba Rojas Cardona.[14]

Casó, el 22 de septiembre de 1668, con Jerónima de Benavides y Corella. hija de Francisco de Benavides Dávila, IX conde de Santisteban del Puerto. Su única hija, Francisca, murió en la infancia. Le sucedió su sobrino, bisnieto del I marqués de Leganés a través de su hija Inés:
- Antonio Gaspar de Moscoso Osorio y Aragón (1689-3 de enero de 1725)[17] V conde de Arzarcóllar, VII duque de Sanlúcar la Mayor,[10] IV marqués de Leganés,[15] VIII conde de Altamira,[18] tres veces grande de España, VII marqués de Almazán,[19] IV marqués de Mairena, III marqués de Morata de la Vega, VIII marqués de Poza, VII conde de Lodosa y XI conde de Monteagudo de Mendoza.

Casó, el 17 de febrero de 1707, con Ana Nicolasa de Guzmán Osorio Dávila y Manrique de Zúñiga (8 de julio de 1692-Madrid, 11 de diciembre de 1762), IV duquesa de Atrisco, XIII marquesa de Astorga, VII marquesa de Velada, tres veces grande de España, X marquesa de Ayamonte, V marquesa de San Román, VI marquesa de Villamanrique, XV condesa de Nieva, VI condesa de Saltés y XIV condesa de Santa Marta. Era hija de Melchor de Guzmán Osorio Dávila y Manrique de Zúñiga (m. 15 de abril de 1710), VI marqués de Velada, XII marqués de Astorga, dos veces grande de España, IX marqués de Ayamonte, V marqués de Villamanrique, IV marqués de San Román, XIII conde de Trastámara, XIV conde de Nieva, XIII conde de Santa Marta y V conde de Saltés, y de Mariana de Córdoba y Figueroa. Sucedió su hijo:
- Ventura Antonio Osorio Moscoso (m. 29 de marzo de 1734), VI conde de Arzarcóllar,[17] VI duque de Medina de las Torres,[23] VIII duque de Sanlúcar la Mayor,[24] XIV marqués de Astorga,[21] V marqués de Leganés,[25] IX conde de Altamira,[18] cinco veces grande de España, VIII marqués de Almazán, XI marqués de Ayamonte, V marqués de Mairena, V marqués de Monasterio, IV marqués de Morata de la Vega, IX marqués de Poza, VI marqués de San Román, VII marqués de Villamanrique, VIII conde de Lodosa, XIII conde de Monteagudo de Mendoza, VII conde de Saltés[17] y XIV conde de Trastámara.

Casó con Buenaventura Fernández de Córdoba y Cardona, IX duquesa de Baena, XI duquesa de Sessa, X duquesa de Soma, XV condesa de Cabra, X duquesa de Andría, XI duquesa de Santángelo, XV condesa de Palamós, XI condesa de Trivento, XI condesa de Avelino, X condesa de Oliveto, XX vizcondesa de Iznájar, XXI baronesa de Bellpuig, XI baronesa de Calonge y XII baronesa de Liñola. Sucedió su hijo:
- Ventura Antonio Osorio de Moscoso y Fernández de Córdoba (15 de diciembre de 1733- 6 de enero de 1776),[30] VII conde de Arzarcóllar,[29] V duque de Atrisco,[20] X duque de Baena,[26] VII duque de Medina de las Torres,[31] IX duque de Sanlúcar la Mayor,[6] XII duque de Sessa,[27] XI duque de Soma,[25] XIV marqués de Astorga,[21] VI marqués de Leganés,[25] VIII marqués de Velada,[20] X conde de Altamira,[18] XVI conde de Cabra,[28] once veces grande de España, IX marqués de Almazán, XII marqués de Ayamonte,[29] VI marqués de Mairena,[29] VI marqués de Monasterio, V marqués de Morata de la Vega, X marqués de Poza, VII marqués de San Román (antigua denominación), VIII marqués de Villamanrique, XVII conde de Avelino, IX conde de Lodosa, XIV conde de Monteagudo de Mendoza,[29] XVII conde de Nieva, XI conde de Oliveto, XVII conde de Palamós, VIII conde de Saltés,[29] XVI conde de Santa Marta de Ortigueira, XV conde de Trastámara, XVII conde de Trivento, XXI vizconde de Iznájar,[29] XXVI barón de Bellpuig, XI barón de Calonge y barón de Liñola.

Casó, el 21 de septiembre de 1749, con María de la Concepción de Guzmán y Fernández de Córdoba, hija de José de Guzmán y Guevara, VI marqués de Montealegre, VI marqués de Quintana del Marco, IV marqués de Guevara, VII conde de Castronuevo, VII [Condado de los Arcos|conde de los Arcos]], XII conde de Oñate y VIII conde de Villamediana, y de su esposa María Felicha Fernández de Córdoba y Spínola, hija de Nicolás María Fernández de Córdoba y Figueroa, X duque de Medinaceli grande de España y IX marqués de Priego. Le sucedió su hijo:
- Vicente Joaquín Osorio de Moscoso y Guzmán (Madrid, 17 de enero de 1756-26 de agosto de 1816), VIII conde de Arzarcóllar,[29] IX marqués de Velada,[22][32] VI duque de Atrisco,[20] XI duque de Baena,[26] XV duque de Maqueda,[33] VIII duque de Medina de las Torres,[31] X duque de Sanlúcar la Mayor,[6] XIII duque de Sessa,[34] XII duque de Soma,[35] XV marqués de Astorga,[21] VII marqués de Leganés,[15] XI conde de Altamira,[18] XVII conde de Cabra,[28] doce veces grande de España, marqués de Almazán, XIII marqués de Ayamonte,[29] marqués de Elche, VII marqués de Mairena, VII marqués de Monasterio, VI marqués de Morata de la Vega, XI marqués de Poza, VIII marqués de San Román, IX marqués de Villamanrique, XIII conde de Avelino, X conde de Lodosa, XV conde de Monteagudo de Mendoza,[29] XVIII conde de Nieva, XII conde de Oliveto, XVII conde de Palamós, IX conde de Saltés,[29] XVII conde de Santa María de Ortigueira, XVI conde de Trastámara, XXII vizconde de Iznájar, XXIII barón de Bellpuig, XIII barón de Calonge y XIV barón de Liñola.[29]

Casó en primeras nupcias, el 3 de abril de 1774, con María Ignacia Álvarez de Toledo y Gonzaga, hija de Antonio Álvarez de Toledo Osorio Pérez de Guzmán el Bueno y su segunda esposa, María Antonia Gonzaga, marqueses de Villafranca del Bierzo, y en segundas, siendo su segundo esposo, con María Magdalena Fernández de Córdoba y Ponce de León, hija de los marqueses de Puebla de los Infantes. Le sucedió su hijo del primer matrimonio:
- Vicente Isabel Osorio de Moscoso y Álvarez de Toledo (Madrid, 19 de noviembre de 1777-31 de agosto de 1837), IX conde de Arzarcóllar,[36] VII duque de Atrisco,[20] XII duque de Baena,[26] XVI duque de Maqueda, IX duque de Medina de las Torres,[31] XI duque de Sanlúcar la Mayor,[6] XIV duque de Sessa,[34] XIII duque de Soma,[25] XVI marqués de Astorga,[21] VIII marqués de Leganés,[25] X marqués de Velada,[22] XII conde de Altamira,[18] XVIII conde de Cabra,[28] doce veces grande de España, XI marqués de Almazán, XIV marqués de Ayamonte,[36] XVIII marqués de Elche, VIII marqués de Mairena, VIII marqués de Monasterio, VII marqués de Morata de la Vega, XII marqués de Poza, IX marqués de San Román, X marqués de Villamanrique, XVI conde de Monteagudo de Mendoza[36] XVIII conde de Palamós, X conde de Saltés,[36] XVIII conde de Santa Marta, XXIII vizconde de Iznájar, XXIV barón de Bellpuig, XIV barón de Calonge y XV barón de Liñola.

Casó en primeras nupcias, el 12 de febrero de 1798, con María del Carmen Ponce de León y Carvajal, VIII marquesa del Águila, V condesa de Garcíez, hija de Antonio María Ponce de León Dávila y Carrillo de Albornoz, III duque de Montemar, VIII marqués de Castromonte, dos veces grande de España, VII marqués del Águila, V conde de Valhermoso, IV conde de Garcíez, y de María del Buen Consejo Carvajal y Gonzaga, hija de Manuel Bernardino de Carvajal y Zúñiga, VI duque de Abrantes, V duque de Linares, etc. Contrajo un segundo matrimonio el 14 de febrero de 1834 con María Manuela de Yanguas y Frías. Le sucedió su hijo del primer matrimonio:
- Vicente Pío Osorio de Moscoso y Ponce de León (1801-22 de febrero de 1864), X conde de Arzarcóllar,[36] VIII duque de Atrisco,[20] XIII duque de Baena,[26] XVII duque de Maqueda, X duque de Medina de las Torres,[31] IV duque de Montemar,[37] XII duque de Sanlúcar la Mayor,[6] XV duque de Sessa,[34] XIV duque de Soma,[35] XVII marqués de Astorga,[21] IX marqués de Castromonte,[38] IX marqués de Leganés,[15] XI marqués de Velada,[22] XIII conde de Altamira,[18] XIX conde de Cabra,[28] catorce veces grande de España, X marqués del Águila, XII marqués de Almazán, XV marqués de Ayamonte, marqués de Elche, IX marqués de Mairena, XII marqués de Montemayor, XIII marqués de Poza, X marqués de San Román, XI marqués de Villamanrique, VIII marqués de Morata de la Vega, VIII marqués de Monasterio, conde de Cantillana, VI conde de Garcíez, XII conde de Lodosa, XVII conde de Monteagudo de Mendoza,[36] XIX conde de Nieva, XX conde de Palamós, XI conde de Saltés,[36] conde de Trastámara, XIX conde de Santa Marta, XIV conde de Oliveto,[36] VI conde de Valhermoso, XXIV vizconde de Iznájar,[36] XXV barón de Bellpuig, XV barón de Calonge y XVI barón de Liñola.[36]

Casó con María Luisa de Carvajal Vargas y Queralt, hija de José Miguel de Carvajal y Vargas, II duque de San Carlos, VI conde de Castillejo y IX conde del Puerto. Le sucedió su nieto, quien rehabilitó el título en 1876, hijo de María Cristina Osorio de Moscoso y Carvajal (Madrid, 9 de diciembre de 1829-1898), XIII duquesa de Sanlúcar la Mayor, grande de España, y de Guillermo Enrique O'Shea y Montgomery:
Rehabilitación en 1876
- José María O'Shea y Osorio de Moscoso (m. 15 de enero de 1895), XI conde de Arzarcóllar.[36]

Sin descendencia, sucedió en 1910:
- María Isabel Osorio de Moscoso y López de Ansó (n. Madrid, 27 de abril de 1893), XII condesa de Arzarcóllar,[39] II condesa de Cardona, grande de España,[40] y X marquesa de Mairena.[39] Era hija de Alfonso Osorio de Moscoso y Osorio de Moscoso —hijo de María Eulalia Osorio de Moscoso y Carvajal, XI duquesa de Medina de las Torres, grande de España, y X marquesa de Monasterio, y de Fernando Osorio de Moscoso y Fernández de Córdoba—, y de María Isabel López de Ansó y Ximénez de Embrún, III baronesa de la Joyosa.[41]

Sin descendientes, le sucedió en 1988, su sobrino, hijo de su hermana María Rafaela Osorio de Moscoso y López de Ansó, XV duquesa de Terranova, XIV marquesa de Poza, VII condesa de Garcíez, y de Antonio de la Cierva y Lewita, II conde de Ballobar:
- Rafael de la Cierva y Osorio de Moscoso (n. Madrid, 18 de octubre de 1927), XIII conde de Arzarcóllar,[41] III conde de Cardona, grande de España,[40] VIII conde de Garcíez y XI marqués de Mairena.[41]

Casó con María del Carmen García-Bermúdez de Castro y Fernández Vijande. Le sucedió, en 2009, por distribución, su hijo:
- Jacobo de la Cierva y García-Bermúdez de Castro (n. Madrid, 27 de agosto de 1971), XIV conde de Arzarcóllar.[39]

Casó, en Madrid el 17 de junio de 1995, con Mónica Díaz Lacaci. Son los padres de Ana (n. Madrid, 28 de noviembre de 1995) y Blanca de la Cierva y Díaz (n. Madrid, 29 de diciembre de 1998).